# Malaysia Open 2003
Die Malaysia Open 2003 im Badminton fanden vom 2. bis zum 7. September 2003 in Kota Kinabalu statt.

## Sieger und Platzierte
| Disziplin    | Gold                       | Silber                     | Bronze                         |
| ------------ | -------------------------- | -------------------------- | ------------------------------ |
| Herreneinzel | Chen Hong                  | Lee Chong Wei              | Lee Hyun-il                    |
| Herreneinzel | Chen Hong                  | Lee Chong Wei              | Wong Choong Hann               |
| Dameneinzel  | Zhou Mi                    | Camilla Martin             | Xie Xingfang                   |
| Dameneinzel  | Zhou Mi                    | Camilla Martin             | Gong Ruina                     |
| Herrendoppel | Kim Dong-moon Lee Dong-soo | Cai Yun Fu Haifeng         | Choong Tan Fook Lee Wan Wah    |
| Herrendoppel | Kim Dong-moon Lee Dong-soo | Cai Yun Fu Haifeng         | Sigit Budiarto Tri Kusharyanto |
| Damendoppel  | Yang Wei Zhang Jiewen      | Gao Ling Huang Sui         | Lee Kyung-won Ra Kyung-min     |
| Damendoppel  | Yang Wei Zhang Jiewen      | Gao Ling Huang Sui         | Jo Novita Lita Nurlita         |
| Mixed        | Kim Dong-moon Ra Kyung-min | Nathan Robertson Gail Emms | Zhang Jun Gao Ling             |
| Mixed        | Kim Dong-moon Ra Kyung-min | Nathan Robertson Gail Emms | Jonas Rasmussen Rikke Olsen    |

## Finalergebnisse
| Disziplin    | Sieger                     | Finalist                   | Ergebnis          |
| ------------ | -------------------------- | -------------------------- | ----------------- |
| Herreneinzel | Chen Hong                  | Lee Chong Wei              | 15-9, 15-5        |
| Dameneinzel  | Zhou Mi                    | Camilla Martin             | 11-1, 7-11, 11-5  |
| Herrendoppel | Kim Dong-moon Lee Dong-soo | Cai Yun Fu Haifeng         | 17-15, 15-11      |
| Damendoppel  | Yang Wei Zhang Jiewen      | Gao Ling Huang Sui         | 15-5, 1-15, 17-15 |
| Mixed        | Kim Dong-moon Ra Kyung-min | Nathan Robertson Gail Emms | 15-6, 15-5        |

## Ergebnisse

### Herreneinzel Qualifikation
- Leonard Holvy de Pauw –  Law Yew Thien: 15-0 / 15-6
- Allan Tai –  Anup Sridhar: 15-7 / 15-3
- Heo Hoon Hoi –  Raymond Lim: 15-4 / 15-0
- Zhao Rong Tan –  Mark Lewis Arputham: 15-3 / 15-9
- J. B. S. Vidyadhar –  Kien Ling Chong: 15-6 / 15-4
- Agung Irawan –  Chen Wet Lim: 15-6 / 15-7
- Simon Santoso –  Leonard Holvy de Pauw: 17-16 / 15-1
- Heo Hoon Hoi –  Allan Tai: 15-6 / 15-4
- Zhao Rong Tan –  Raymond Steven: 15-3 / 15-8
- Nik Ahmad Faiz Nik Abdullah –  Wah Sum Liew: 15-13 / 15-10
- J. B. S. Vidyadhar –  Osman Azahawari: 15-7 / 15-2
- Agung Irawan –  Salim Sameon: 15-2 / 15-6

### Herreneinzel
- Chen Hong –  Yousuke Nakanishi: 15-13 / 15-4
- Wu Yunyong –  Bo Rafn: 15-6 / 15-4
- Björn Joppien –  J. B. S. Vidyadhar: 15-10 / 15-8
- Boonsak Ponsana –  Nabil Lasmari: 15-10 / 15-4
- Yeoh Kay Bin –  Anders Boesen: 14-17 / 15-9 / 15-6
- Dicky Palyama –  Sam (12148 - Can - 1) Smith (Disciplinary): 15-4 / 15-6
- Kuan Beng Hong –  Jang Young-soo: 8-15 / 15-10 / 15-2
- Simon Santoso –  Lee Tsuen Seng: 17-15 / 3-15 / 15-7
- Wong Choong Hann –  Agung Irawan: 15-8 / 15-7
- Andrew Smith –  Nik Ahmad Faiz Nik Abdullah: 15-5 / 15-8
- Muhammad Hafiz Hashim –  Agus Hariyanto: 15-2 / 15-12
- Yohan Hadikusumo Wiratama –  Zhao Rong Tan: 15-10 / 15-6
- Sony Dwi Kuncoro –  Mohd Nazree Latifi: 15-8 / 15-9
- Lin Dan –  Heo Hoon Hoi: 15-6 / 15-10
- Sairul Amar Ayob –  Shon Seung-mo: 11-15 / 15-11 / 15-1
- Abhinn Shyam Gupta –  Ismail Saman: 9-15 / 15-8 / 15-5
- Lee Chong Wei –  Piyush Agarwal: 15-3 / 15-2
- Roslin Hashim –  Rony Agustinus: 15-6 / 15-8
- Pei Wee Chung –  John Gordon: 15-2 / 15-1
- Niels Christian Kaldau –  Park Tae-sang: 14-17 / 17-15 / 15-10
- Chen Yu  –  Colin Haughton: 15-8 / 15-2
- Bao Chunlai –  Peter Gade: 17-14 / 15-8
- Shinya Ohtsuka –  Martyn Lewis: 15-4 / 15-7
- Xia Xuanze –  Jean-Michel Lefort: 15-14 / 15-14
- Park Sung-hwan –  Khrishnan Yogendran: 15-5 / 15-6
- Lee Hyun-il –  Keita Masuda: 10-15 / 15-1 / 15-6
- Taufiq Hidayat Akbar –  Bobby Milroy: 17-14 / 12-15 / 15-2
- Ng Wei –  Pullela Gopichand: 13-15 / 15-6 / 15-13
- Ong Ewe Hock –  Jens Roch: 15-10 / 15-11
- Chetan Anand –  Przemysław Wacha: 15-4 / 15-3
- Sergio Llopis –  Beryno Wong Jiann Tze: 15-9 / 15-6
- Kenneth Jonassen –  Budi Santoso: 15-7 / 15-6
- Chen Hong –  Wu Yunyong: 15-6 / 15-10
- Björn Joppien –  Boonsak Ponsana: 5-15 / 15-11 / 15-10
- Kuan Beng Hong –  Simon Santoso: 11-15 / 15-6 / 15-4
- Wong Choong Hann –  Andrew Smith: 15-10 / 15-0
- Muhammad Hafiz Hashim –  Yohan Hadikusumo Wiratama: 15-7 / 17-14
- Sony Dwi Kuncoro –  Lin Dan: 15-11 / 15-7
- Sairul Amar Ayob –  Abhinn Shyam Gupta: 15-9 / 15-9
- Lee Chong Wei –  Roslin Hashim: 13-15 / 15-9 / 17-15
- Niels Christian Kaldau –  Pei Wee Chung: 15-7 / 15-1
- Bao Chunlai –  Chen Yu: 6-15 / 15-2 / 15-8
- Xia Xuanze –  Shinya Ohtsuka: 15-9 / 15-4
- Lee Hyun-il –  Park Sung-hwan: 15-2 / 15-3
- Ng Wei –  Taufiq Hidayat Akbar: 15-9 / 15-11
- Chetan Anand –  Ong Ewe Hock: 15-6 / 15-3
- Kenneth Jonassen –  Sergio Llopis: 15-2 / 15-0
- Yeoh Kay Bin –  Dicky Palyama: w.o.
- Chen Hong –  Björn Joppien: 15-9 / 15-7
- Yeoh Kay Bin –  Kuan Beng Hong: 5-15 / 15-7 / 15-4
- Wong Choong Hann –  Muhammad Hafiz Hashim: 15-7 / 15-4
- Sony Dwi Kuncoro –  Sairul Amar Ayob: 15-6 / 15-13
- Lee Chong Wei –  Niels Christian Kaldau: 15-7 / 15-3
- Bao Chunlai –  Xia Xuanze: 17-14 / 15-12
- Lee Hyun-il –  Ng Wei: 15-10 / 15-7
- Kenneth Jonassen –  Chetan Anand: 11-15 / 15-9 / 15-4
- Chen Hong –  Yeoh Kay Bin: 15-1 / 1-15 / 15-8
- Wong Choong Hann –  Sony Dwi Kuncoro: 15-13 / 15-10
- Lee Chong Wei –  Bao Chunlai: 9-15 / 15-13 / 15-11
- Lee Hyun-il –  Kenneth Jonassen: 15-9 / 15-0
- Chen Hong –  Wong Choong Hann: 15-13 / 15-7
- Lee Chong Wei –  Lee Hyun-il: 15-11 / 15-1
- Chen Hong –  Lee Chong Wei: 15-9 / 15-5

### Dameneinzel Qualifikation
- Tine Baun –  Song Yoo Mi: 8-11 / 11-9 / 11-8
- Salakjit Ponsana –  B. R. Meenakshi: 11-9 / 9-11 / 11-9
- Maria Kristin Yulianti –  Woon Sze Mei: 11-4 / 11-4
- Tatiana Vattier –  Jwala Gutta: 11-9 / 9-11 / 11-4
- Ooi Yu Hang –  Nina Weckström: 11-0 / 7-11 / 11-1
- Fitria Firdaus –  Nadieżda Zięba: 11. Feb
- Tine Baun –  Wong Miew Kheng: 13-11 / 11-1
- Maiko Ichimiya –  Diana Chong: 11-1 / 11-3
- Ling Wan Ting –  Yasuyo Imabeppu: 11-8 / 11-4
- Silvi Antarini –  Sugina A/P Kunalan: 11-4 / 11-0
- Wong Mew Choo –  Salakjit Ponsana: 11-2 / 13-10
- Simone Prutsch –  Aki Akao: 11-5 / 4-11 / 11-7
- Neli Boteva –  Scholastika Jani: 11-2 / 11-0
- Maria Kristin Yulianti –  Rita Yuan Gao: 6-11 / 11-7 / 11-3
- Tomomi Matsuda –  Noriko Okuma: 11-3 / 11-3
- Kamila Augustyn –  Miyo Akao: 11-7 / 11-7
- Seo Yoon-hee –  Sugita Kunalan: 11-4 / 11-0
- Siti Mahiroh –  Tatiana Vattier: 11-3 / 11-8
- Adriyanti Firdasari –  Sutheaswari Mudukasan: 11-2 / 11-7
- Fitria Firdaus –  Ooi Yu Hang: 11-1 / 11-1
- Tine Baun –  Maiko Ichimiya: 11-4 / 11-3
- Silvi Antarini –  Ling Wan Ting: 11-6 / 11-1
- Wong Mew Choo –  Simone Prutsch: 11-6 / 11-5
- Neli Boteva –  Shruti Kurien: 11-4 / 7-11 / 11-6
- Maria Kristin Yulianti –  Tomomi Matsuda: 9-11 / 11-4 / 11-7
- Seo Yoon-hee –  Kamila Augustyn: 11-5 / 11-0
- Adriyanti Firdasari –  Siti Mahiroh: 11-8 / 6-11 / 11-8
- Tine Baun –  Fitria Firdaus: 6-11 / 11-1 / 11-6
- Silvi Antarini –  Wong Mew Choo: 11-5 / 4-11 / 11-4
- Maria Kristin Yulianti –  Neli Boteva: 11-2 / 11-2
- Seo Yoon-hee –  Adriyanti Firdasari: 13-10 / 11-2

### Dameneinzel
- Zhang Ning –  Judith Meulendijks: 11-2 / 11-6
- Juliane Schenk –  Yuki Shimada: 11-4 / 9-11 / 11-5
- Xie Xingfang –  Petra Overzier: 11-0 / 11-2
- Anu Nieminen –  Agnese Allegrini: 13-10 / 11-0
- Silvi Antarini –  Mia Audina: 11-9 / 9-2
- Seo Yoon-hee –  Kaori Mori: 6-11 / 11-5 / 11-5
- Zhou Mi –  Tracey Hallam: 11-3 / 11-1
- Miho Tanaka –  Petya Nedelcheva: 11-2 / 13-10
- Maria Kristin Yulianti –  Charmaine Reid: 11-1 / 11-4
- Camilla Martin –  Julia Mann: 11-0 / 11-2
- Kelly Morgan –  Dolores Marco: 11-0 / 11-0
- Wang Chen –  Karina de Wit: 3-11 / 11-1 / 11-4
- Yao Jie –  Kanako Yonekura: 11-7 / 11-5
- Pi Hongyan –  Tine Baun: 7-11 / 11-8 / 11-5
- Aparna Popat –  Nicole Grether: 11-5 / 8-11 / 11-0
- Gong Ruina –  Jun Jae-youn: 11-8 / 11-1
- Zhang Ning –  Juliane Schenk: 11-4 / 11-1
- Xie Xingfang –  Anu Nieminen: 11-0 / 11-2
- Silvi Antarini –  Seo Yoon-hee: 11-4 / 8-11 / 11-9
- Zhou Mi –  Miho Tanaka: 7-11 / 11-3 / 11-3
- Camilla Martin –  Maria Kristin Yulianti: 11-0 / 11-3
- Wang Chen –  Kelly Morgan: 11-6 / 11-6
- Pi Hongyan –  Yao Jie: 11-3 / 11-6
- Gong Ruina –  Aparna Popat: 11-5 / 11-3
- Xie Xingfang –  Zhang Ning: 11-3 / 11-3
- Zhou Mi –  Silvi Antarini: 11-9 / 11-0
- Camilla Martin –  Wang Chen: 11-6 / 11-4
- Gong Ruina –  Pi Hongyan: 11-4 / 11-3
- Zhou Mi –  Xie Xingfang: 11-2 / 11-3
- Camilla Martin –  Gong Ruina: 11-4 / 11-4
- Zhou Mi –  Camilla Martin: 11-1 / 7-11 / 11-5

### Damendoppel Qualifikation
- Neli Boteva /  Petya Nedelcheva –  Tatiana Vattier /  Victoria Wright: 15-4 / 15-7
- Norhasikin Amin /  Fong Chew Yen –  Lelyana Deasy Chandra /  Tetty Yunita: 15-7 / 15-12
- Seo Yoon-hee /  Song Yoo Mi –  Hemalatha Arikrishnan /  Sugina A/P Kunalan: 15-6 / 15-1
- Aki Akao /  Tomomi Matsuda –  Endang Nursugianti /  Natalia Poluakan: 13-15 / 15-9 / 15-10
- Jwala Gutta /  Shruti Kurien –  Noriwana Elias /  Scholastika Jani: 15-1 / 15-4
- Petra Overzier /  Nicol Pitro –  Ooi Yu Hang /  Marilyn Mei Ling Pang: 15-1 / 15-1
- Norhasikin Amin /  Fong Chew Yen –  Neli Boteva /  Petya Nedelcheva: 15-11 / 15-9
- Yasuyo Imabeppu /  Noriko Okuma –  Phui Leng See /  Tania Teoh: 15-4 / 15-6
- Seo Yoon-hee /  Song Yoo Mi –  Aki Akao /  Tomomi Matsuda: 15-10 / 15-4
- Jwala Gutta /  Shruti Kurien –  Petra Overzier /  Nicol Pitro: 13-15 / 15-7 / 17-14

### Herrendoppel Qualifikation
- Doni Prasetyo /  Wandry Kurniawan Saputra –  Razif Abdul Latif /  Shi Weng Chin: 15-8 / 15-3
- Gan Teik Chai /  Koo Kien Keat –  Yohan Hadikusumo Wiratama /  Yau Tsz Yuk: 10-15 / 15-4 / 15-9
- Chang Kim Wai /  Lin Woon Fui –  Heo Hoon Hoi /  Jang Young-soo: 13-15 / 15-11 / 15-6
- Titon Gustaman /  Robby Istanta –  Law Yew Thien /  Chen Wet Lim: 15-11 / 15-9
- Hendra Gunawan /  Joko Riyadi –  Doni Prasetyo /  Wandry Kurniawan Saputra: 15-10 / 15-8
- Muhammad Hafiz Hashim /  Ng Kean Kok –  Gan Teik Chai /  Koo Kien Keat: 4-15 / 15-10 / 15-8
- Markis Kido /  Hendra Setiawan –  Ong Soon Hock /  Tan Bin Shen: 15-7 / 15-5
- Kien Ling Chong /  Raymond Steven –  Hafiz Hasbullah /  Dixson Lai: 15-4 / 15-12
- Chang Kim Wai /  Lin Woon Fui –  Zakry Abdul Latif /  Jack Koh: 15-11 / 15-10
- Markose Bristow /  Rupesh Kumar –  Mark Lewis Arputham /  Aaron Lee Imbaraj: 15-5 / 15-1
- Chong Hong Lok /  Soon Chiang Ong –  Titon Gustaman /  Robby Istanta: 15-12 / 15-8
- Hendra Gunawan /  Joko Riyadi –  Muhammad Hafiz Hashim /  Ng Kean Kok: 15-12 / 6-15 / 15-4
- Markis Kido /  Hendra Setiawan –  Hendri Kurniawan Saputra /  Denny Setiawan: 15-12 / 15-8
- Chang Kim Wai /  Lin Woon Fui –  Kien Ling Chong /  Raymond Steven: 15-2 / 15-6
- Markose Bristow /  Rupesh Kumar –  Chong Hong Lok /  Soon Chiang Ong: 15-7 / 15-2

### Herrendoppel
- Lars Paaske /  Jonas Rasmussen –  Michał Łogosz /  Robert Mateusiak: 15-13 / 15-5
- Cai Yun /  Fu Haifeng –  John Gordon /  Daniel Shirley: 13-15 / 15-4 / 15-10
- José Antonio Crespo /  Sergio Llopis –  Markose Bristow /  Rupesh Kumar: 15-11 / 10-15 / 15-8
- Kristof Hopp /  Thomas Tesche –  Matthew Hughes /  Martyn Lewis: 11-15 / 15-6 / 15-4
- Anthony Clark /  Nathan Robertson –  Sang Yang /  Zheng Bo: 15-10 / 15-13
- Sigit Budiarto /  Tri Kusharyanto –  Manuel Dubrulle /  Mihail Popov: 15-6 / 15-10
- Markis Kido /  Hendra Setiawan –  Keita Masuda /  Tadashi Ohtsuka: 15-7 / 15-8 / 15-10
- Liu Kwok Wa /  Albertus Susanto Njoto –  Chang Kim Wai /  Lin Woon Fui: 1-15 / 15-11 / 15-9
- Kim Dong-moon /  Lee Dong-soo –  Shuichi Nakao /  Shuichi Sakamoto: 15-6 / 15-6
- Thomas Laybourn /  Peter Steffensen –  Ingo Kindervater /  Björn Siegemund: 15-4 / 17-16
- Mathias Boe /  Michael Lamp –  Patapol Ngernsrisuk /  Sudket Prapakamol: 15-8 / 15-8
- Choong Tan Fook /  Lee Wan Wah –  Howard Bach /  Kevin Han: 15-12 / 15-8
- Chen Qiqiu /  Cheng Rui –  Vincent Laigle /  Svetoslav Stoyanov: 15-8 / 15-2
- Halim Haryanto /  Candra Wijaya –  Hendra Gunawan /  Joko Riyadi: 11-15 / 15-3 / 15-3
- Alvent Yulianto /  Luluk Hadiyanto –  Robert Blair /  Ian Palethorpe: 15-10 / 15-5
- Kim Yong-hyun /  Yim Bang-eun –  Chan Chong Ming /  Chew Choon Eng: w.o.
- Lars Paaske /  Jonas Rasmussen –  Kim Yong-hyun /  Yim Bang-eun: 15-10 / 17-15
- Cai Yun /  Fu Haifeng –  José Antonio Crespo /  Sergio Llopis: 15-9 / 15-3
- Anthony Clark /  Nathan Robertson –  Kristof Hopp /  Thomas Tesche: 15-4 / 15-4
- Sigit Budiarto /  Tri Kusharyanto –  Markis Kido /  Hendra Setiawan: 15-13 / 15-6
- Kim Dong-moon /  Lee Dong-soo –  Liu Kwok Wa /  Albertus Susanto Njoto: 10-15 / 15-4 / 15-11
- Thomas Laybourn /  Peter Steffensen –  Mathias Boe /  Michael Lamp: 8-15 / 15-12 / 15-10
- Choong Tan Fook /  Lee Wan Wah –  Chen Qiqiu /  Cheng Rui: 6-15 / 15-4 / 15-2
- Alvent Yulianto /  Luluk Hadiyanto –  Halim Haryanto /  Candra Wijaya: 15-10 / 15-6
- Cai Yun /  Fu Haifeng –  Lars Paaske /  Jonas Rasmussen: 0-15 / 15-11 / 15-11
- Sigit Budiarto /  Tri Kusharyanto –  Anthony Clark /  Nathan Robertson: 15-8 / 4-15 / 15-7
- Kim Dong-moon /  Lee Dong-soo –  Thomas Laybourn /  Peter Steffensen: 15-10 / 15-5
- Choong Tan Fook /  Lee Wan Wah –  Alvent Yulianto /  Luluk Hadiyanto: 15-7 / 15-8
- Cai Yun /  Fu Haifeng –  Sigit Budiarto /  Tri Kusharyanto: 15-13 / 15-11
- Kim Dong-moon /  Lee Dong-soo –  Choong Tan Fook /  Lee Wan Wah: 15-5 / 15-6
- Kim Dong-moon /  Lee Dong-soo –  Cai Yun /  Fu Haifeng: 17-15 / 15-11

### Damendoppel
- Wei Yili /  Zhao Tingting –  Seo Yoon-hee /  Song Yoo Mi: 15-0 / 15-1
- Lee Kyung-won /  Ra Kyung-min –  Helen Nichol /  Charmaine Reid: 15-1 / 15-3
- Chikako Nakayama /  Keiko Yoshitomi –  Norhasikin Amin /  Fong Chew Yen: 15-10 / 15-11
- Joo Hyun-hee /  Yim Kyung-jin –  Gail Emms /  Donna Kellogg: 17-14 / 0-15 / 15-13
- Ann-Lou Jørgensen /  Rikke Olsen –  Kamila Augustyn /  Nadieżda Zięba: 15-0 / 17-14
- Nicole Grether /  Juliane Schenk –  Yasuyo Imabeppu /  Noriko Okuma: 15-9 / 15-1
- Yang Wei /  Zhang Jiewen –  Yoshiko Iwata /  Miyuki Tai: 15-5 / 15-8
- Chen Lin /  Jiang Xuelian –  Eny Erlangga /  Liliyana Natsir: 10-15 / 15-4 / 15-8
- Jo Novita /  Lita Nurlita –  Sathinee Chankrachangwong /  Saralee Thungthongkam: 15-12 / 15-4
- Chin Eei Hui /  Wong Pei Tty –  Julie Houmann /  Helle Nielsen: 15-10 / 15-7
- Liza Parker /  Suzanne Rayappan –  Nina Weckström /  Anu Nieminen: 15-8 / 15-8
- Mia Audina /  Lotte Jonathans –  Petra Overzier /  Nicol Pitro: 15-6 / 15-4
- Hwang Yu-mi /  Lee Hyo-jung –  Carina Mette /  Kathrin Piotrowski: 15-3 / 15-5
- Kirsteen McEwan /  Rita Yuan Gao –  Pernille Harder /  Mette Schjoldager: 15-10 / 15-11
- Ella Tripp /  Joanne Nicholas –  Li Wing Mui /  Sara Runesten-Petersen: 15-7 / 15-5
- Gao Ling /  Huang Sui –  Natalie Munt /  Sandra Watt: 15-0 / 15-3
- Lee Kyung-won /  Ra Kyung-min –  Wei Yili /  Zhao Tingting: 15-9 / 15-4
- Chikako Nakayama /  Keiko Yoshitomi –  Joo Hyun-hee /  Yim Kyung-jin: 13-15 / 15-3 / 15-8
- Ann-Lou Jørgensen /  Rikke Olsen –  Nicole Grether /  Juliane Schenk: 15-12 / 15-3
- Yang Wei /  Zhang Jiewen –  Chen Lin /  Jiang Xuelian: 15-1 / 15-12
- Jo Novita /  Lita Nurlita –  Chin Eei Hui /  Wong Pei Tty: 15-9 / 15-9
- Mia Audina /  Lotte Jonathans –  Liza Parker /  Suzanne Rayappan: 15-8 / 15-5
- Hwang Yu-mi /  Lee Hyo-jung –  Kirsteen McEwan /  Rita Yuan Gao: 15-3 / 15-5
- Gao Ling /  Huang Sui –  Ella Tripp /  Joanne Nicholas: 15-8 / 15-2
- Lee Kyung-won /  Ra Kyung-min –  Chikako Nakayama /  Keiko Yoshitomi: 15-3 / 15-4
- Yang Wei /  Zhang Jiewen –  Ann-Lou Jørgensen /  Rikke Olsen: 15-7 / 15-3
- Gao Ling /  Huang Sui –  Hwang Yu-mi /  Lee Hyo-jung: 10-15 / 15-8 / 15-3
- Jo Novita /  Lita Nurlita –  Mia Audina /  Lotte Jonathans: w.o.
- Yang Wei /  Zhang Jiewen –  Lee Kyung-won /  Ra Kyung-min: 15-11 / 15-5
- Gao Ling /  Huang Sui –  Jo Novita /  Lita Nurlita: 15-6 / 15-4
- Yang Wei /  Zhang Jiewen –  Gao Ling /  Huang Sui: 15-5 / 1-15 / 17-15

### Mixed Qualifikation
- Titon Gustaman /  Tetty Yunita –  Thanabalan Arikrishnan /  Hemalatha Arikrishnan: 15-9 / 15-8
- Yau Tsz Yuk /  Ling Wan Ting –  Tan Bin Shen /  Tania Teoh: 15-10 / 15-8
- Zakry Abdul Latif /  Wong Pei Tty –  Albertus Susanto Njoto /  Li Wing Mui: 15-4 / 15-8
- Simon Archer /  Donna Kellogg –  Jack Koh /  Marilyn Mei Ling Pang: 15-6 / 15-3
- Robby Istanta /  Lelyana Deasy Chandra –  Chang Kim Wai /  Norhasikin Amin: 15-7 / 7-15 / 15-9
- Mathias Boe /  Helle Nielsen –  Koo Kien Keat /  Chin Eei Hui: 15-10 / 10-15 / 15-6
- Park Sung-hwan /  Jun Jae-youn –  Ong Soon Hock /  Phui Leng See: 15-9 / 10-15 / 15-11
- Yau Tsz Yuk /  Ling Wan Ting –  Titon Gustaman /  Tetty Yunita: 15-11 / 15-9
- Mathias Boe /  Helle Nielsen –  Robby Istanta /  Lelyana Deasy Chandra: 15-9 / 15-6
- Gan Teik Chai /  Fong Chew Yen –  Park Sung-hwan /  Jun Jae-youn: 15-13 / 8-15 / 15-9

### Mixed
- Zhang Jun /  Gao Ling –  Mathias Boe /  Helle Nielsen: 15-12 / 15-12
- Daniel Shirley /  Sara Runesten-Petersen –  Sudket Prapakamol /  Saralee Thungthongkam: 15-8 / 15-10
- Yim Bang-eun /  Yim Kyung-jin –  Michael Lamp /  Ann-Lou Jørgensen: 2-15 / 15-4 / 15-11
- Tadashi Ohtsuka /  Shizuka Yamamoto –  Björn Siegemund /  Nicol Pitro: 15-12 / 15-6
- Kim Dong-moon /  Ra Kyung-min –  Robert Blair /  Natalie Munt: 15-5 / 15-7
- Gan Teik Chai /  Fong Chew Yen –  Svetoslav Stoyanov /  Victoria Wright: 9-15 / 15-10 / 15-11
- Wang Wei /  Zhang Jiewen –  Lars Paaske /  Pernille Harder: 15-7 / 15-8
- Kristian Roebuck /  Liza Parker –  Thomas Tesche /  Carina Mette: 17-14 / 9-15 / 17-15
- Peter Steffensen /  Julie Houmann –  Patapol Ngernsrisuk /  Sathinee Chankrachangwong: 15-6 / 15-5
- Norio Imai /  Chikako Nakayama –  Yau Tsz Yuk /  Ling Wan Ting: 15-13 / 15-5
- Nathan Robertson /  Gail Emms –  Zakry Abdul Latif /  Wong Pei Tty: 15-12 / 15-11
- Anthony Clark /  Kirsteen McEwan –  José Antonio Crespo /  Dolores Marco: 15-1 / 15-9
- Chris Bruil /  Lotte Jonathans –  Kristof Hopp /  Kathrin Piotrowski: 15-6 / 15-5
- Thomas Laybourn /  Mette Schjoldager –  Lee Jae-jin /  Hwang Yu-mi: 15-13 / 7-15 / 15-5
- Jonas Rasmussen /  Rikke Olsen –  Chen Qiqiu /  Zhao Tingting: 11-15 / 15-12 / 15-0
- Kim Yong-hyun /  Lee Hyo-jung –  Matthew Hughes /  Joanne Muggeridge: w.o.
- Zhang Jun /  Gao Ling –  Daniel Shirley /  Sara Runesten-Petersen: 15-6 / 15-12
- Tadashi Ohtsuka /  Shizuka Yamamoto –  Yim Bang-eun /  Yim Kyung-jin: 3-15 / 15-12 / 15-11
- Kim Dong-moon /  Ra Kyung-min –  Gan Teik Chai /  Fong Chew Yen: 15-3 / 15-3
- Wang Wei /  Zhang Jiewen –  Kristian Roebuck /  Liza Parker: 15-8 / 15-4
- Kim Yong-hyun /  Lee Hyo-jung –  Peter Steffensen /  Julie Houmann: 15-11 / 15-8
- Nathan Robertson /  Gail Emms –  Norio Imai /  Chikako Nakayama: 15-8 / 15-4
- Chris Bruil /  Lotte Jonathans –  Anthony Clark /  Kirsteen McEwan: 15-8 / 15-11
- Jonas Rasmussen /  Rikke Olsen –  Thomas Laybourn /  Mette Schjoldager: 15-6 / 15-3
- Zhang Jun /  Gao Ling –  Tadashi Ohtsuka /  Shizuka Yamamoto: 15-6 / 15-4
- Kim Dong-moon /  Ra Kyung-min –  Wang Wei /  Zhang Jiewen: 5-15 / 15-2 / 15-4
- Nathan Robertson /  Gail Emms –  Kim Yong-hyun /  Lee Hyo-jung: 7-15 / 15-12 / 15-12
- Jonas Rasmussen /  Rikke Olsen –  Chris Bruil /  Lotte Jonathans: w.o.
- Kim Dong-moon /  Ra Kyung-min –  Zhang Jun /  Gao Ling: 15-5 / 11-15 / 15-10
- Nathan Robertson /  Gail Emms –  Jonas Rasmussen /  Rikke Olsen: 15-6 / 15-10
- Kim Dong-moon /  Ra Kyung-min –  Nathan Robertson /  Gail Emms: 15-6 / 15-5